# Bâtiment du milieu du XVIIIe siècle à Sremska Kamenica
Un bâtiment du milieu du XVIIIe siècle à Sremska Kamenica (en serbe cyrillique : Зграда из средине 18. века у Сремској Каменици ; en serbe latin : Zgrada iz sredine 18. veka u Sremskoj Kamenici) se trouve à Sremska Kamenica, dans la municipalité de Petrovaradin et sur le territoire de la ville de Novi Sad, en Serbie. En raison de sa valeur patrimoniale, il est inscrit sur la liste des monuments culturels protégés de la république de Serbie (identifiant no SK 1593).